# Ponte da Crimeia
A Ponte da Crimeia ou Ponte de Kerch (em russo:  Крымский мост, Керченский мост tr. Kerchensky most)  ou, ainda, Ponte do Estreito de Kerch é uma ponte longa construída pela Federação Russa sobre o estreito de Kerch entre a península de Taman no krai de Krasnodar (Rússia) e a península de Kerch (Ucrânia) na Crimeia. A ponte é ilegal após a invasão e anexação da Crimeia por parte de Rússia em 2014. O complexo da ponte  permite o tráfego rodoviário e o ferroviário. Com 18 km foi a ponte mais longa da Rússia e da Europa, ultrapassando a Ponte Vasco da Gama, que liga Montijo/Alcochete a Lisboa/Sacavém em Portugal.

## História

### Propostas e tentativas antes da anexação

#### Ponte ferroviária de Kerch
Propostas para a construção de uma ponte sobre o estreito de Kerch foram consideradas a partir do início do século XX.
Durante a Segunda Guerra Mundial, a organização alemã Todt construiu um teleférico sobre o estreito. Concluído em junho de 1943, tinha uma capacidade diária de 1 000 toneladas. A construção de uma ponte rodoferroviária começou em abril de 1943, mas antes de ser concluída, as tropas alemãs, em retirada, explodiram as partes já concluídas da ponte e destruíram parcialmente o teleférico.
Em 1944, a União Soviética construiu uma ponte de 4,5 km (2,80 mi) sobre o estreito. Esta ponte, não projetada como permanente, foi marcada por erros de projeto e de construção, sendo destruída pelo fluxo de gelo em fevereiro de 1945. A proposta de repará-la foi rapidamente rejeitada e os remanescentes da ponte destruída foram desmontados, com projetos de uma ponte permanente previstos no seu lugar.

#### Propostas soviéticas
Em 1949, o governo soviético ordenou a construção de uma ponte rodoferroviária de dois andares de 5,969 km (3,71 mi) (duas vias rodoviárias na camada superior e duas vias ferroviárias na camada inferior) e com 40 m de altura, que ia conectar Yeni-Kale com a península de Chushka, mas em 1950 a construção foi interrompida e uma linha de balsa foi criada em seu lugar.
Uma versão diferente de uma ligação fixa, o projeto de obras aquáticas de Kerch ("Керченский гидроузел"), foi desenvolvido desde meados da década de 1960, propondo a construção de um sistema de barragens e pontes através do estreito. O projeto não foi implementado devido à falta de financiamento e ao colapso da União Soviética.

#### Acordos entre Rússia e Ucrânia
A ideia de uma ponte no estreito de Kerch, agora destinada a se tornar uma ligação fixa internacional entre os estados independentes da Rússia e da Ucrânia, sobreviveu à dissolução da União Soviética, mas em 1994 os governos russo e ucraniano não conseguiram finalizar o projeto. O ex-prefeito de Moscovo Yuri Luzhkov era um defensor de uma ponte rodoviária através do estreito, expressando esperança de que isso aproximaria a Crimeia da Rússia, tanto economicamente quanto simbolicamente. Esperanças semelhantes foram expressas pelas autoridades pró-russas na Crimeia, que esperavam que a ponte contribuísse para um "renascimento da rota da Seda" ou para uma rodovia multinacional ao longo da costa do Mar Negro.
A construção da ponte foi reconsiderada pelo Gabinete de Ministros da Ucrânia em 2006, e o então ministro dos Transportes da Ucrânia, Mykola Rudkovsky, afirmou que esperava que a ponte fosse um "líquido positivo para a Crimeia", pois permitiria que "todos os turistas que visitam o Cáucaso russo, também visitem a Crimeia". O assunto foi discutido pelos primeiros-ministros de ambos os países em 2008, e uma estratégia de transporte da Rússia, adotada naquele ano, previa a construção da ponte sobre o estreito de Kerch como uma questão de alta prioridade para o desenvolvimento da infraestrutura de transportes do Distrito Federal do Sul no período de 2016 a 2030, com o projeto a ser criado até 2015.
Em 2010, o presidente russo Dmitri Medvedev e o presidente ucraniano Viktor Yanukovych assinaram um acordo para construir uma ponte através do estreito de Kerch, e a Rússia e a Ucrânia assinaram um memorando de entendimento mútuo sobre a construção da ponte em 26 de novembro de 2010. Um estudo de 2011 do governo ucraniano, anunciou uma preferência preliminar em uma rota entre o cabo Fonar e o Cabo Maly Kut. Se esse projeto tivesse sido realizado, teria significado a construção de uma ponte de 10,92 km, com 49 km (30,4 mi) de estradas e 24 km (14,9 mi) de ferrovias adjacentes.
O arquivamento do Acordo de associação entre a Ucrânia e a União Europeia em novembro de 2013 levou a um aumento do interesse na construção de uma ponte entre a Crimeia e a península de Taman na Rússia e um acordo sobre a construção dessa ponte foi assinado como parte do plano de ação russo-ucraniano de 17 de dezembro de 2013. No final de janeiro de 2014, os governos russo e ucraniano decidiram que uma nova empresa conjunta russa-ucraniana seria contratada para lidar com a construção da ponte, enquanto a empresa estatal russa Russian Highways (Avtodor) ia ser responsável pela ponte a longo prazo. Além disso, foi decidido que um grupo de trabalho especial determinaria a localização e definiria os parâmetros técnicos. O Ministério do Desenvolvimento Económico e Comércio da Ucrânia estimou que a construção levaria cinco anos e custaria entre US$ 1,5 e US$ 3 mil milhões. No início de fevereiro de 2014, a Russian Highways (Avtodor) foi instruída pelo primeiro-ministro adjunto da Rússia a trabalhar em um estudo de viabilidade a ser publicado em 2015.
Nos meses seguintes, à medida que as relações se deterioravam, as negociações bilaterais sobre a ponte desabaram, mas a Rússia alegou que esperava que os acordos de dezembro de 2013 fossem honrados e, em 3 de março, o primeiro-ministro Dmitri Medvedev assinou um decreto governamental para criar uma subsidiária da Avtodor para supervisionar o projeto. Um concurso para o levantamento de engenharia do projeto da ponte foi anunciado por essa subsidiária em 18 de março, mas, por essa altura, a premissa do concurso, que ainda se referia a acordos de 2013, já estava desatualizada.

### Após anexação e início da construção
Após a anexação da Crimeia pela Rússia em março de 2014, em meio a uma forte deterioração nas relações russo-ucranianas, o projeto da ponte da Crimeia tornou-se uma parte fundamental dos planos russos de integrar o território recém-anexado à Rússia. Embora a Ucrânia tenha perdido o controle da península, ela ainda foi capaz de isolá-la, fechando ligações vitais de transporte, uma vez que a Rússia, ao contrário da Ucrânia, não tinha ligações terrestres com a Crimeia naquela época e o uso da linha de balsa do estreito de Kerch tinha as suas limitações: o tráfego de balsas era frequentemente interrompido por causa do mau tempo, e muitas vezes havia longas filas de veículos.
Além da necessidade prática, a ponte tinha um propósito simbólico: mostrar a determinação da Rússia em manter a Crimeia e como uma ligação "física" da Crimeia ao território russo. Não mais um projeto bilateral de infraestrutura, o projeto e a construção da ponte da Crimeia a partir desse momento foi conduzido pela Rússia unilateralmente e foi apenas neste momento que a construção de uma ligação permanente através do estreito de Kerch deixou de ser um projeto de longa data e se tornou realidade.
O anúncio de que a Rússia construiria uma ponte rodoviária sobre o estreito foi feito pelo presidente russo Vladimir Putin em 19 de março de 2014, apenas um dia depois de a Rússia ter reivindicado oficialmente a Crimeia. Em janeiro de 2015, o contrato para a construção da ponte foi concedido ao Grupo SGM, cujo proprietário Arkady Rotenberg (supostamente um amigo pessoal e próximo de Putin) foi sancionado internacionalmente em resposta ao envolvimento dos militares russos na Ucrânia. A SGM normalmente constrói tubos de conduta e não tinha experiência em construir pontes, de acordo com a BBC News.
Em abril de 2014, o governo ucraniano deu à Rússia seis meses de aviso da sua retirada do extinto acordo bilateral da ponte de Kerch. Desde então, o governo ucraniano condenou ativamente a construção da ponte russa como ilegal porque a Ucrânia, "como um estado costeiro no que diz respeito à Península da Crimeia", não deu o seu consentimento para tal construção, e pediu à Rússia que demolisse "as partes dessa estrutura localizadas dentro do território ucraniano ocupado temporariamente". As sanções foram introduzidas pelos Estados Unidos e pela União Europeia contra as empresas envolvidas na construção, e desde dezembro de 2018 a Assembleia Geral das Nações Unidas condenou repetidamente a construção e abertura da ponte como "facilitando a militarização adicional da Crimeia" e "restringindo o tamanho dos navios que podem chegar aos portos ucranianos na costa de Azov". A Rússia, por outro lado, afirmou que "não pedirá a permissão de ninguém para construir infraestruturas de transporte para o bem da população das regiões russas".

#### Ataque em 2022
Em 8 de outubro de 2022, às 3:03 UTC, um segmento da ponte da Crimeia foi destruído por uma grande explosão. Parte da ponte rodoviária colapsou. Diversos vagões com combustível foram incendiados na ponte ferroviária, adjacente.
Em fevereiro de 2023 o vice-ministro russo Marat Jusnullin, confirmou a reabertura total da ponte, 39 dias antes do previsto.

#### Ataque em 2023
Em 17 de julho de 2023 um ataque à ponte, provocou uma explosão que causou duas vítimas mortais.

## Na cultura popular
- Em homenagem à inauguração da ponte em 15 de maio de 2018, um concerto festivo foi realizado num palco perto do local da ponte. O concerto foi transmitido no Primeiro Canal em 19 de maio de 2018.[49]
- Um filme de comédia romântica realizado pelo cineasta russo Tigran Keosayan sobre a construção da ponte, foi lançado oficialmente nos cinemas da Rússia em 1 de novembro de 2018.[50]
- Em 6 de novembro de 2018, foram lançadas 230 000 cópias do acoplamento em livre circulação - um selo postal com dois cupões laterais e com a inscrição 'Крымский мост' (Ponte da Crimeia). O autor é Vladimir Ivanovich Beltyukov e o lançamento dos selos postais foi programado para coincidir com a abertura do tráfego de automóveis na ponte. A valor dos selos é de 46 rublos.[51]